# Ann Charlotte Bartholomew
Ann Charlotte Bartholomew (1800–1862), est une auteure, miniaturiste britannique et peintre de fleurs.

## Biographie
Ann Charlotte Bartholomew est né le 20 mars 1800 à Loddon, Norfolk fille d'Arnall Fayermann et nièce de John Thomas, évêque de Rochester. En 1827, elle épouse le compositeur Walter Turnbull décédé en 1838.
En 1840, elle publie Songs of Azrael et d'autres poèmes sous le nom de Mrs. Tourbull. La même année, elle devient la deuxième épouse du peintre de fleurs Valentine Bartholomew (en). Après cela, elle commence à peindre des natures mortes de fruits et de fleurs. Elle expose à la British Institution et à la Royal Academy et à la Société des artistes britanniques. Elle est membre fondatrice de la Society of Female Artists, après avoir demandé à la Royal Academy d'ouvrir ses écoles aux femmes. Le British Museum a une aquarelle de ce genre, "Study of a Garden Poppy". Mais elle travaille principalement sur des miniatures pour broches et bijoux.
Sa pièce The Ring, or the Farmer's Daughter, un drame domestique en deux actes, parait en 1845, et une autre, une farce intitulée It's Only My Aunt, est jouée pour la première fois au Marylebone Theatre en 1849.
Elle expose occasionnellement des pièces de fleurs ou de fruits à la Royal Academy. Le British Museum possède une aquarelle de ce type.
Elle expose pour la dernière fois en 1857 et est décédée le 18 août 1862. Elle est enterrée avec Valentine Bartholomew du côté ouest du cimetière de Highgate.